# Oba de Benín

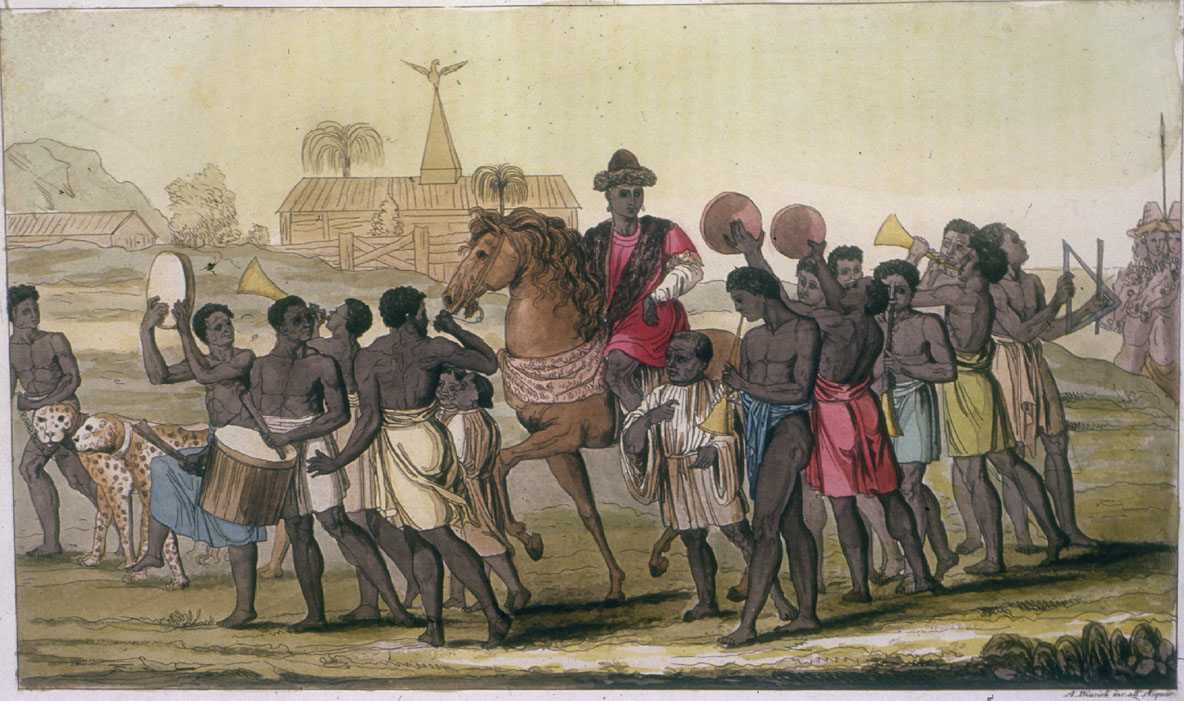
L'oba de Benín en el, gravat publicat el 1815

L'oba de Benín era el rei de l'antic Regne de Benín. El títol d'oba es deriva de la llengua materna dels ioruba (un important grup ètnic a l'Àfrica), i significa 'rei' o 'governant'; aquest regne va estar governar entre 1180 fins al 1897, en què van perdre els seus poders reials amb l'annexió del regne pels britànics el 1897. L'oba Ovonramwen Nogbaisi (1888-1914) va ser exiliat a Calabar, encara que va conservar una forta influència sobre la població d'Edo com una naturalesa semidivina. Els seus palaus estaven situats dins de la ciutat de Benín (estat d'Edo, Nigèria).

## Història
El primer oba de Benín va ser Eweka, fill d'Oranmiyan, un príncep vingut d'Ife que va destruir la dinastia tirànica dels Ogisos que va regnar durant 35 generacions sobre el poble d'Edo, i la seva mare va ser Ekinwide, una princesa edo. Inicialment, el poder estava constituït per un consell de caps, l'Uzama, amb l'oba al capdavant del comandament. Sota el regnat de l'oba Ewedo, es va traslladar la capital a Ubini; el poder va començar a passar amb més fermesa a les mans de l'oba. A partir de l'Oba Ewuare, el seu poder es converteix en absolut i el títol es va convertir en hereditari.
L'oba va anar gaudint, amb el temps, d'un poder més gran i el seu títol va ser sagrat.
Al segle xvi, apareixen els anomenats reis guerrers. El regne va ser considerablement ampliat durant el segle xvi. D'altra banda, la importància sobtada de la guerra va trobar la seva expressió en l'art en una representació massiva dels cabdills, els nombrosos caps de bronze van ser realitzats en qualitat de trofeus (vegeu més avall). Les representacions pictòriques van ser associades amb elements simbòlics al servei del poder.
Des del 1486, es van establir vincles entre Portugal i Benín. La presència portuguesa va ser també un tema central en l'art del segle xvi. L'art de Benín va estar, per tant, fortament influenciat pel contacte amb la cultura europea. Per exemple, seguint el model europeu, hi ha gravats i bronzes que representen escenes d'europeus.
Els segles xvii i XIX van estar marcats pels canvis i conflictes interns. La ràpida expansió del segle xvi va ser, de fet, seguida per un segle de descentralització. El poder dels rics funcionaris i senyors de la guerra va augmentar significativament, mentre que l'oba, a poc a poc, es va veure relegat a un paper només espiritual i no polític.
La cultura d'Edo va ser marcada per una expedició punitiva organitzada pels britànics el 18 de febrer de 1897; la capital va caure a les seves mans. L'expedició va ser realitzada per venjar l'assassinat d'una delegació oficial britànica el 1896. Prop de 2.400 objectes del tresor reial de Benín, coneguts com a bronzes de Benín, van ser traslladats a Anglaterra.

## Vida

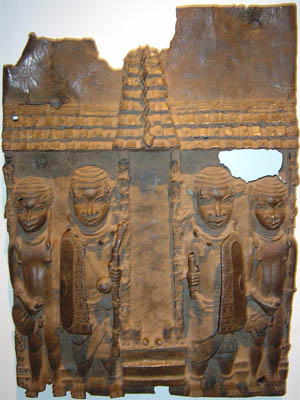
Placa de llautó del que representa l'entrada del palau d'Oba de Benín. Forma part dels bronzes de Benín del Museu Britànic de Londres

La joventut de l'oba era planejada per la reina mare, en un palau a pocs quilòmetres de la capital, lluny de l'enrenou de la cort.
El poder de la reina mare (iyoba) va ser creat a principis del segle xvi per l'oba Esigie per a la seva mare Idia. Ella tenia un càrrec polític entre els més importants del regne. Igual que tots els dignataris de la cort, la iyoba portava grans de corall. Com el príncep hereu, la iyoba gaudia d'un palau personal, que es trobava lluny del que ocupava l'oba.
A l'arribada al poder de l'estat, la vida de l'oba es caracteritzava per les innombrables cerimònies i sacrificis rituals. La resta del temps, la dedicava al seu centenar de dones; mentre que l'exercici quotidià del poder estava confiat als militars, l'economia i l'agricultura eren delegades als assessors. El poder estava organitzat per un complex sistema de valors transmissibles i títols adquirits per successió.
L'oba vivia en un enorme palau de fusta situat al centre de la ciutat. Els murs estaven decorats amb plaques de bronze i llautó llaurat.
La tradició diu que, a Benín, s'acostumava a decapitar els reis vençuts. Els seus caps eren oferts a l'oba, que els confiava als artesans bronzistes, que realitzaven dues rèpliques del cap del rei vençut: l'una conservada per l'oba i l'altra enviada a la tribu del rei derrotat per recordar i establir la superioritat de l'oba.
El palau era el centre geogràfic, i també polític i espiritual, del Regne d'Edo. Aquest palau va albergar la residència principal de l'oba, i les àrees de recepció. També s'hi trobaven els altars dedicats als avantpassats i objectes rituals preciosos. Només l'oba i la iyoba podien dipositar objectes de bronze en els altars dels avantpassats.

## Llista d'obes de l'Imperi de Benín (1180-present)

### Obes preimperials de Benín (1180-1440)
- Eweka I (1180–1246)
- Uwuakhuahen (1246–1250)
- Henmihen (1250–1260)
- Ewedo (1260–1274)
- Oguola (1274–1287)
- Edoni (1287–1292)
- Udagbedo (1292–1329)
- Ohen (1329–1366)
- Egbeka (1366–1397)
- Orobiru (1397–1434)
- Uwaifiokun (1434–1440)

### Obes del Regne de Benín (1440-1897)
- Ewuare the Great (1440–1473)
- Ezoti (1473–1475)
- Olua (1475–1480)
- Ozolua (1480–1504)
- Esigie (1504–1547)
- Orhogbua (1547–1580)
- Ehengbuda (1580–1602)
- Ohuan (1602–1656)
- Ohenzae (1656–1661)
- Akenzae (1661–1669)
- Akengboi (1669–1675)
- Akenkpaye (1675–1684)
- Akengbedo (1684–1689)
- Ore-Oghene (1689–1701)
- Ewuakpe (1701–1712)
- Ozuere (1712–1713)
- Akenzua I (1713–1740)
- Eresoyen (1740–1750)
- Akengbuda (1750–1804)
- Obanosa (1804–1816)
- Ogbebo (1816)
- Osemwende (1816–1848)
- Adolo (1848–1888)
- Ovonramwen Nogbaisi (1888–1914) (exiliat a Calabar pels britànics el 1897)

### Obes post-Regne de Benín (1914-present)
- Eweka II (1914–1933)
- Akenzua II (1933–1978)
- Erediauwa I (1979–2016)
- Ewuare II (2016-)

Algunes de les famílies de l'antic Regne de Benín viuen en altres parts del món: Europa, Estats Units i Àfrica.